# Willi Hennig
Emil Hans Willi Hennig (Dürrhennersdorf, 20 de abril de 1913 — Ludwigsburg, 5 de novembro de 1976), foi um biólogo alemão, considerado o pai da Sistemática Filogenética.
Em 1945, como prisioneiro de guerra, Hennig começou a trabalhar em sua teoria cladística, publicada em alemão em 1950, com uma revisão profunda em sua tradução para o inglês em 1966. Com seus trabalhos em evolução e sistemática, ele revolucionou a visão da ordem natural dos seres vivos. Como taxonomista, Hennig era especialista em dípteros.
Hennig cunhou os termos-chave da cladística como sinopomorfia, plesiomorfia, simplesiomorfia e parafilia. 
Ele também afirmou, em seu "princípio auxiliar", que "a presença de caracteres apomórficos em espécies diferentes" é sempre motivo para suspeitar de parentesco (isto é, que as espécies pertencem a um grupo monofilético), e que sua origem por convergência não deve ser presumida. Isso se baseava na convicção de que 'a sistemática filogenética perderia todo o terreno em que se baseia' se a presença de caracteres apomórficos em espécies diferentes fosse considerada antes de tudo como convergências (ou paralelismos), sendo exigida a prova em contrário em cada caso. Isso tem sido visto como uma aplicação do princípio parcimônia à interpretação de caracteres, um importante componente da inferência filogenética.
Ele também é lembrado pela "regra de progressão de Hennig" na cladística, que argumenta de forma controversa que as espécies mais primitivas são encontradas na parte mais antiga e central da área de um grupo.

## Biografia
Hennig nasceu em Dürrhennersdorf, na Alta Lusácia, em 1913. Era o filho mais velho de Marie Emma Groß (12 de junho de 1885 - 3 de agosto de 1965), que trabalhou como empregada doméstica e operária de fábrica, e de Karl Ernst Emil Hennig (28 de agosto de 1873 - 28 de dezembro de 1947) trabalhador e mais tarde um líder de equipe em uma ferrovia. Hennig tinha dois irmãos, Fritz Rudolf Hennig (5 de março de 1915 - 24 de novembro de 1990), que mais tarde se tornou pastor, e Karl Herbert (24 de abril de 1917 - desaparecido em Stalingrado desde janeiro de 1943).
Emma era filha ilegítima de uma empregada com seu patrão e o estigma social de tal condição lhe causou bastante sofrimento ao longo da vida. Emma era uma pessoa de caráter instável, nervoso e bastante difícil de lidar, enquanto Emil era o elemento que acalmava e estabilizava a família. Hennig ingressou na escola primária de Dürrhennersdorf, em 1919, mas mudou de escola pelo menos três vezes devido às constantes mudanças da família nos anos seguintes devido ao trabalho do pai ou à instabilidade mental da mãe.
Em seu tempo livre, Emil Hennig gostava de fabricar cestas. Willi Hennig teve aulas na escola e em casa, com um professor particular, de francês e matemática. Para Emma era muito importante que seus filhos tivessem acesso à uma educação que ela mesma não teve. O professor era um médico militar aposentado, que não apenas lecionava matérias aos meninos, mas também encorajava Hennig a colecionar insetos e a montar um pequeno herbário.
De 1927 a 1932, Hennig fez o curso ginasial e, uma escola em Dresden. Seu professor de ciências, Sr. Rost, o colocou em contato com Wilhelm Meise, curador da coleção de animais do Museu Estadual de Zoologia de Dresden. Hennig trabalhou no museu como voluntário já durante os tempos de ginásio e foi formado por Meise em taxonomia e morfologia. Três publicações científicas sobre répteis "voadores" (nos gêneros Dendrophis e Chrysopelea, de cobras, e do gênero de lagarto Draco), duas delas com coautoria Meise e Hennig, foram o resultado desta supervisão bem-sucedida. Antes de Hennig entrar na Universidade de Leipzig, ele conheceu o entomólogo Fritz van Emden, responsável pela coleção de insetos do Museu de Dresden.

## Carreira

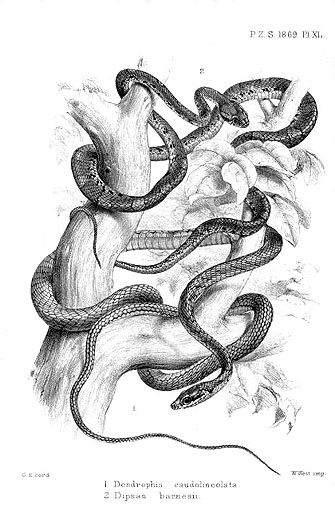
Dendrophis caudolineolata e Dipsas barnesii

Fritz van Emden inspirou Hennig a se concentrar em dípteros, de modo que ele publicou outros cinco artigos sobre moscas antes de receber seu doutorado em 15 de abril de 1936. Sua tese de doutorado - sob a supervisão do famoso pesquisador de simbioses animais Paul Buchner - tratou do aparelho reprodutor da Diptera cyclorrhapha.
Em 30 de setembro de 1933, devido às leis racistas do governo nazista, van Emden foi expulso do museu. Seu sucessor foi Klaus Günther, de Berlim, de quem Hennig logo se tornou amigo. É provável que Hennig tenha começado a discutir suas teorias científicas por volta dessa época com Günther. Em 1936, Hennig começou a se desviar da sistemática convencional e a discutir alguns aspectos que depois se tornariam essenciais para seu método cladístico.
Em 1° de Janeiro de 1937 obteve uma bolsa de estudos do Deutsche Forschungsgemeinschaft (DFG) para trabalhar no Deutsches Entomologisches Institut (Instituto Entomológico Alemão) de Kaiser-Wilhelm-Gesellschaft em Berlin-Dahlem. Em 13 de maio de 1939, Hennig casou-se com Irma Wehnert, que foi sua colega de estudos. Até 1945 eles tiveram três filhos, Wolfgang (1941 —), Bernd (1943 —) e Gerd (1945 —).

### Serviço militar
Em 1938, Hennig foi convocado em 1938 para treinar na infantaria e concluiu este curso em 1939. Com o começo da Segunda Guerra Mundial foi destacado como soldado na Polônia, França, Dinamarca e Rússia. Foi ferido na Rússia por estilhaços de granada em 1942, e passou vários meses se recuperando em hospitais militares. Foi ferido na União Soviética por estilhaços de granada em 1942, e passou vários meses se recuperando em hospitais militares. Subsequentemente recebeu o cargo de entomólogo no Instituto de Medicina Tropical e Higiene em Berlim, carregando o título "Sonderführer Z" (líder especial Z). Um pouco antes de a guerra acabar, foi enviado para a Itália ao décimo exército, destacamento C, para combater a malária e outras doenças epidêmicas.
Perto do fim da guerra, em maio de 1945, ele foi capturado pelos britânicos junto de seu grupo de treinamento contra a malária e foi libertado em outubro do mesmo ano. Mesmo prisioneiro, Hennig não foi enviado a um campo dos Aliados. Ao invés disso, foi levado para o serviço anti-malária das tropas britânicas até a sua soltura. Por sua participação ativa na guerra como soldado e cientista, mais tarde Hennig foi acusado de ter sido membro do Partido Nacional-Socialista dos Trabalhadores Alemães (NSDAP), especialmente pelo biólogo, pai da panbiogeografia, Leon Croizat. Willi Hennig  nunca foi membro do partido nazista e não apoiou seus ideiais em qualquer ocasião pública.
Enquanto prisioneiro, Hennig esboçou seu trabalho de sistemática filogenética, rascunhando com lápis e caneta em folhas de caderno. Mesmo em tempos de guerra, Hennig publicou cerca de 25 artigos científicos, sendo que grande parte de sua pesquisa bibliográfica e correspondência com outros cientistas foi feita por sua esposa, Irma.

## Pós-guerra

### Sistemática filogenética
De 1 de dezembro de 1945 a 31 de março de 1947, Hennig substituiu seu supervisor Paul Buchner como assistente do professor Friedrich Hempelmann na Universidade de Leipzig, dando aulas de biologia geral e zoologia, especialmente entomologia. Retornou ao instituto alemão de Entomologia em Berlim no dia 1 de abril de 1947, entregando seu cargo em Leipzig. De 1° novembro de 1949, Hennig dirigiu a seção de entomologia sistemática, sendo também o segundo diretor do instituto.
Em 1° de agosto de 1950, se tornou autoridade em zoologia na Universidade de Bradenburg (Brandenburgische Landeshochschule) em Potsdam. Em 10 de outubro do mesmo ano, ofereceram-lhe uma cadeira de docência, que Hennig cumpriu lecionando zoologia de invertebrados, zoologia sistemática e práticas em taxonomia. No mesmo ano, publicou seu livro "Fundamentos uma Teoria da Sistemática Filogenética", e nos anos seguintes mais trabalhos sobre a metodologia da Sistemática Filogenética, acompanhados de vários trabalhos taxonômicos sobre Diptera. Seu livro de dois volumes Taschenbuch der Zoologie (Livro de bolso de Zoologia), em que aplicou a sistemática filogenética a invertebrados pela primeira vez, foi particularmente bem-sucedido na época. A revisão e tradução da sua grande obra de 1950 para o inglês, publicada em 1966, Phylogenetic Systematics, fez com que Hennig e suas idéias ficassem amplamente conhecidos no Ocidente.
Hennig continuou a trabalhar no instituto alemão de entomologia no Setor Soviético de Berlim, enquanto vivia em Steglitz, um bairro do setor americano de cidade. Numa viagem à França com seu filho, em 13 de agosto de 1961, ouviu sobre o iminente Muro de Berlim e retornou à capital alemã imediatamente para desistir de seu compromisso. Mudar-se para a Berlim oriental estava fora de cogitação, já que Hennig tinha ideais anti-comunistas e tivera conflitos com o Sozialistische Einheitspartei Deutschlands (Partido Socialista de Unidade de Alemanha, SED) o único partido político da Alemanha Oriental, por várias vezes ajudar colegas do instituto a se empregarem na Alemanha Ocidental.

### De 1961 a 1976

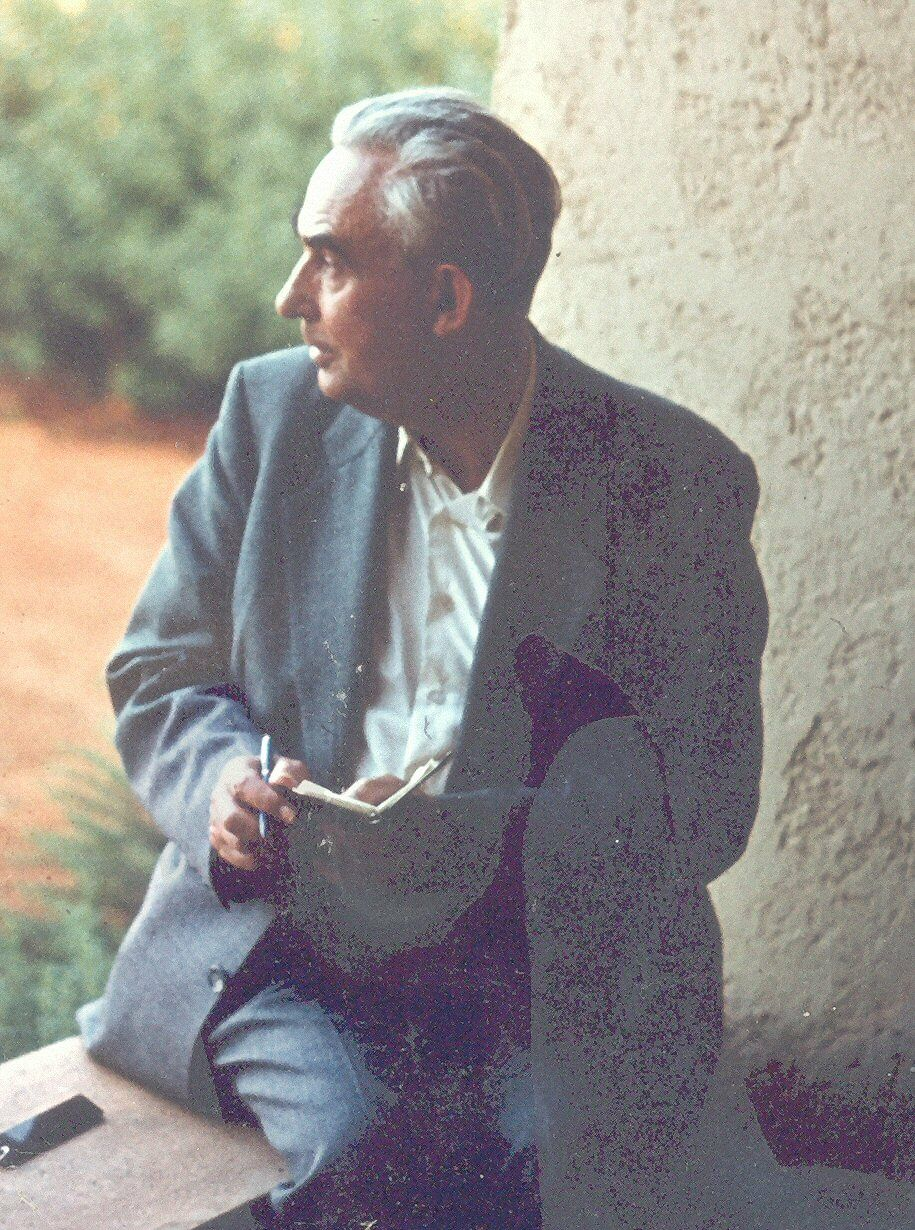
Willi Hennig, por volta de 1970

Em Berlim Ocidental, Hennig recebeu um posto interino na Technischede Universität Berlin (Universidade Técnica de Berlim) como Professor Distinto. Rejeitou ofertas do departamento de Agricultura em Washington, D.C., Estados Unidos, e uma oferta feita por seu amigo Elmo Hardy, de tornar-se pesquisador na Universidade do Havaí, em Honolulu, dando como razões que a educação de seus filhos era prioridade para ele, e que precisava ter as "testemunhas culturais da antiga Europa greco-romana ao seu alcance". Em vez disso preferiu um cargo no Museu de Ciências Naturais em Stuttgart, onde lhe foi dado um departamento para pesquisa filogenética. Em abril de 1963, mudou-se para Ludwigsburg-Pflugfelden para assumir tal cargo. As coleções científicas do museu desde a guerra tinham sido provisoriamente mantidas em Ludwigsburg e lá permaneceram até seu realojamento no novo local do museu em Stuttgart, em 1985.
Os trabalhos de Hennig em Stuttgart trataram quase exclusivamente de revisões taxonômicas de dípteros. Para o Stuttgarter Beiträge zur Naturkunde, onde publicou a maioria de seus trabalhos, ele completou 29 edições até o fim de sua vida. Também destacam-se os artigos de revisão publicados no Die Fliegen der paläarktischen Region, editado por Erwin Lindner, e no Handbuch der Zoologie. A metodologia cladística também foi representada em vários trabalhos publicados, entre eles o artigo publicado em 1975, Cladistic analysis or cladistic classification? A reply to Ernst Mayr (1974), em resposta às críticas que o ornitólogo Ernst Mayr tinha feito a Sistemática Filogenética.
Hennig visitou outras intituições apenas duas vezes, apesar de receber inúmeros convites para conferências e palestras. De 1° de setembro a 30 de novembro de 1967, trabalhou no Instituto de Pesquisa de Entomologia no Departamento Canadense de Agricultura em Ottawa e participou do Congresso Internacional de Entomologia em Canberra de 22 a 30 de agosto, 1972. Com sua esposa, ele também visitou Banguecoque, Nova Guiné (onde muito do conhecimento de Mayr sobre taxonomia de aves originou-se) e Singapura nesta última viagem.
Aproveitou sua permanência no Canadá para visitar várias coleções entomológicas em museus dos Estados Unidos, incluindo Cambridge, Chicago, Washington, D.C. e Nova Iorque, sempre na esperança de encontrar mais dípteros inclusos em âmbar, que caracterizou sua pesquisa no final da década de 1960 e início da década de 1970. Por iniciativa de Klaus Günther, que lhe tinha assegurado uma cadeira na Freie Universität Berlin, Hennig ganhou um doutorado honorário em 4 de dezembro de 1968. Por razões de saúde, ele não pode aceitar esta honraria pessoalmente, que lhe foi dada por Günther em 21 de março de 1969, em Stuttgart. Por iniciativa de estudantes, a quem ele tinha lecionado sobre vários táxons de animais, Hennig foi eleito professor honorário na Universidade de Tubinga em 27 de fevereiro de 1970.

## Morte
Hennig morreu na noite de 5 de novembro de 1976, em sua casa em Ludwigsburg, devido a um infarto aos 63 anos. Ele já tinha cancelado suas conferências por diversas vezes por causa de sua saúde, e já havia sofrido um infarto em sua viagem a Ottawa. Hennig foi sepultado em 10 de novembro no cemitério Bergfriedhof, em Tübingen.